# كازو ايماي
كازو ايماي (باليابانية: 今井和雄) هو موسيقي ياباني، ولد في 24 سبتمبر 1955.

## وصلات خارجية
- كازو ايماي على موقع ميوزك برينز (الإنجليزية)
- كازو ايماي على موقع أول ميوزيك (الإنجليزية)
- كازو ايماي على موقع ديسكوغز (الإنجليزية)